# دفارز دور فلاندرز 2016
دفارز دور فلاندرز 2016 (بالهولندية: Dwars door Vlaanderen 2016 )‏ هو سباق دراجات هوائية، وهو الموسم رقم 71 من نفس السباق، وأقيم في 23 مارس 2016، وامتدّ لمسافة 199.7 كيلومتر، وهو أحد سباقات طواف أوروبا للدراجات 2016، وهو من نوع سباق يوم واحد، وقد شارك في السباق 161 متسابقاً ووصل إلى نهايته 112 متسابقاً.
فاز فيه بالمركز الأول ينس ديبوشار، وبالمركز الثاني بريان كوكار، وبالمركز الثالث إدوارد ثيونس.

## الفرق
| فرق عالمية (11)- AG2R La Mondiale - بي إم سي راسينغ - Etixx-Quick Step - IAM Cycling - Katusha - Lotto NL-Jumbo - Lotto-Soudal - موفيستار - Orica-GreenEDGE - Tinkoff - Trek-Segafredo فرق قارية محترفة (11)- Bora-Argon 18 - CCC Development Team ‏ - Cofidis, Solutions Crédits - Direct Énergie - Fortuneo-Vital Concept - غازبروم روسفيلو ‏ - رومبوت تشارلز ‏ - ويلير تريستينا-سيل إيطاليا ‏ - Stölting Service Group (cycling team) ‏ - سبورت فلاندرين بالويس 2016 ‏ - Wanty-Groupe Gobert |  |
| |  |

## التصنيف العام النهائي
| التصنيف العام | التصنيف العام | التصنيف العام | التصنيف العام  | التصنيف العام |        |
| الدراج        | الدراج        | البلد         | الفريق         | الوقت         | السرعة |
| ------------- | ------------- | ------------- | -------------- | ------------- | ------ |
| 1.            | ينس ديبوشار   | بلجيكا        | لوتو سودال     |               |        |
| 2.            | بريان كوكار   | فرنسا         | Direct Énergie |               |        |
| 3.            | إدوارد ثيونس  | بلجيكا        | تريك سيغافريدو |               |        |

## وصلات خارجية
- الموقع الرسمي
- دفارز دور فلاندرز 2016 على موقع إحصائيات الدراجات الإحترافية (الإنجليزية)